# 최규병
최규병(崔珪昞, 1963년 5월 6일~)은 대한민국의 바둑 기사로, 전북 부안군 출생이고, 중앙대학교 정치외교학과(학사)를 나왔다. 《영남일보》에 바둑 리그 관련 타이틀을 보유하고 있다.
대한민국 바둑계 분야의 원로 대국수 (故) 조남철(九단)은 외종조부(막내 작은외할아버지)이자 동시에 먼 겹사돈이며, 일본기원 조치훈(九단)은 외갓댁 외가친척 5촌 외종숙부가 된다. 그리고 이성재(九단)는 외갓댁 외가친척 이종육촌 남동생이 된다. 1997년 11월 당시(1997년 연도말)에 부인 황희자 씨와 결혼했다. 아들 최영찬도 바둑 기사로 활약하고 있다. 그의 제자로는 박영훈(九단)이 있다.

## 약력
전북 부안군 출신으로 충암고등학교와 중앙대학교 정치외교학과를 졸업했다. 1975년 입단하였으며 1994년 박카스배에서 준우승하여 1996년 8단에 승단하여 제1기 한국이동통신배 중단진 준우승, 제15기 KBS 바둑왕전 본선에 진출하였고 1998년 천원전, 국수전 본선 1999년 9단으로 승단하였고 입신연승최강전에서 우승하였다. 2000년 기성전 준우승, 현재 한국바둑리그 영남일보의 감독이며, 리그에서 2007년부터 2009년까지 우승하였다.